# Shavit Elimelech
Shavit Elimelech - em hebraico, שביט אלימלךי (Tel Aviv, 7 de setembro de 1971) é um ex-futebolista e treinador de futebol israelense que atuava como goleiro.

## Carreira
Revelado pelo Maccabi Tel Aviv, Elimelech disputou seu primeiro - e único - jogo oficial pelo clube aos 16 anos de idade, contra o Hapoel Jerusalém, na temporada 1988-89. Entre 1992 e 1996, defendeu o Ironi Rishon LeZion em 135 partidas e chegou inclusive a fazer um gol.
Seu auge foi no Hapoel Tel Aviv, onde atuou por 11 temporadas e foi campeão nacional em 1999–00, conquistando ainda o tetracampeonato da Copa do Estado de Israel (1998–99, 1999–00, 2005–06 e 2006–07) e o título da Copa Toto em 2001–02. Em 395 jogos disputados entre 1996 e 2007, Elimelech tornou-se famoso também por ser um pegador de pênaltis (os títulos das Copas de 1998–99 e 1999–00 foram obtidos em decisões de pênaltis). O goleiro foi afastado em abril de 2007 após fazer críticas à direção do clube, onde é considerado um de seus maiores ídolos. Ao final de seu contrato, assinou com o Ironi Kiryat Shmona. Encerrou sua carreira na temporada seguinte, defendendo o Hapoel Petah Tikva, onde também foi o técnico em uma rápida passagem e, posteriormente, auxiliar-técnico, função que exerceria ainda no Hapoel Haifa e no Hapoel Tel Aviv, em 2012.

## Carreira internacional
Pela Seleção Israelense, Elimelech estreou em janeiro de 1999, num amistoso contra a Estônia, que terminou em 7 a 0 para os Azuis e Brancos. Foram 14 partidas em 6 anos de carreira internacional.

## Títulos
Maccabi Tel Aviv
- Campeonato Israelense: 1 (1991–92

Ironi Rishon LeZion
- Liga Leumit: 1 (1993–94)
- Liga Alef: 1 (1992–93)

Hapoel Tel Aviv
- Campeonato Israelense: 1 (1999–00)
- Copa do Estado de Israel: 4 (1998–99, 1999–00, 2005–06 e 2006–07)
- Copa Toto: 1 (2001–02)

### Individuais
- Futebolista israelense do ano (2000)